# Dicranota punctipennis
Dicranota punctipennis är en tvåvingeart som först beskrevs av Edwards 1928.  Dicranota punctipennis ingår i släktet Dicranota och familjen hårögonharkrankar. Inga underarter finns listade i Catalogue of Life.